# Pfarrhaus Kröbeln
Das einstige Pfarrhaus Kröbeln ist ein denkmalgeschütztes Gebäude im Ortsteil Kröbeln der Kurstadt Bad Liebenwerda im südbrandenburgischen Landkreis Elbe-Elster. Hier befindet es sich in unmittelbarer Nähe der örtlichen Dorfkirche und der ehemaligen Dorfschule.

## Beschreibung und Geschichte
Das Dorf Kröbeln wurde urkundlich erstmals im Jahre 1289 erwähnt. Die benachbarte Kirche stammt aus dem Jahre 1732.
Das Entstehung des Kröbelner Pfarrhauses wird auf die Zeit zwischen den Jahren 1860 und 1880 datiert. Bei dem Haus handelt es sich um einen zweigeschossigen Ziegelbau mit Satteldach. Zu jener Zeit waren Ludwig Eduard Spieß (Amtszeit: 1840–1875) und Ed. Arnold Beerhoff (Amtszeit: 1875–1883) amtierende Pfarrer von Kröbeln. Unmittelbar linkerhand des Pfarrhauses ist die ehemalige Dorfschule des Ortes zu finden.
Ebenso unter Denkmalschutz steht das dazugehörige gartenseitig stehende Wirtschaftsgebäude. Das aus Feldstein bestehende Gebäude ist eingeschossig ausgeführt und besitzt ein Satteldach. Seine Entstehungszeit wird auf die Zeit zwischen 1840 und 1850 datiert.

Das Kröbelner Pfarrhaus (rechts) im Jahre 1907.
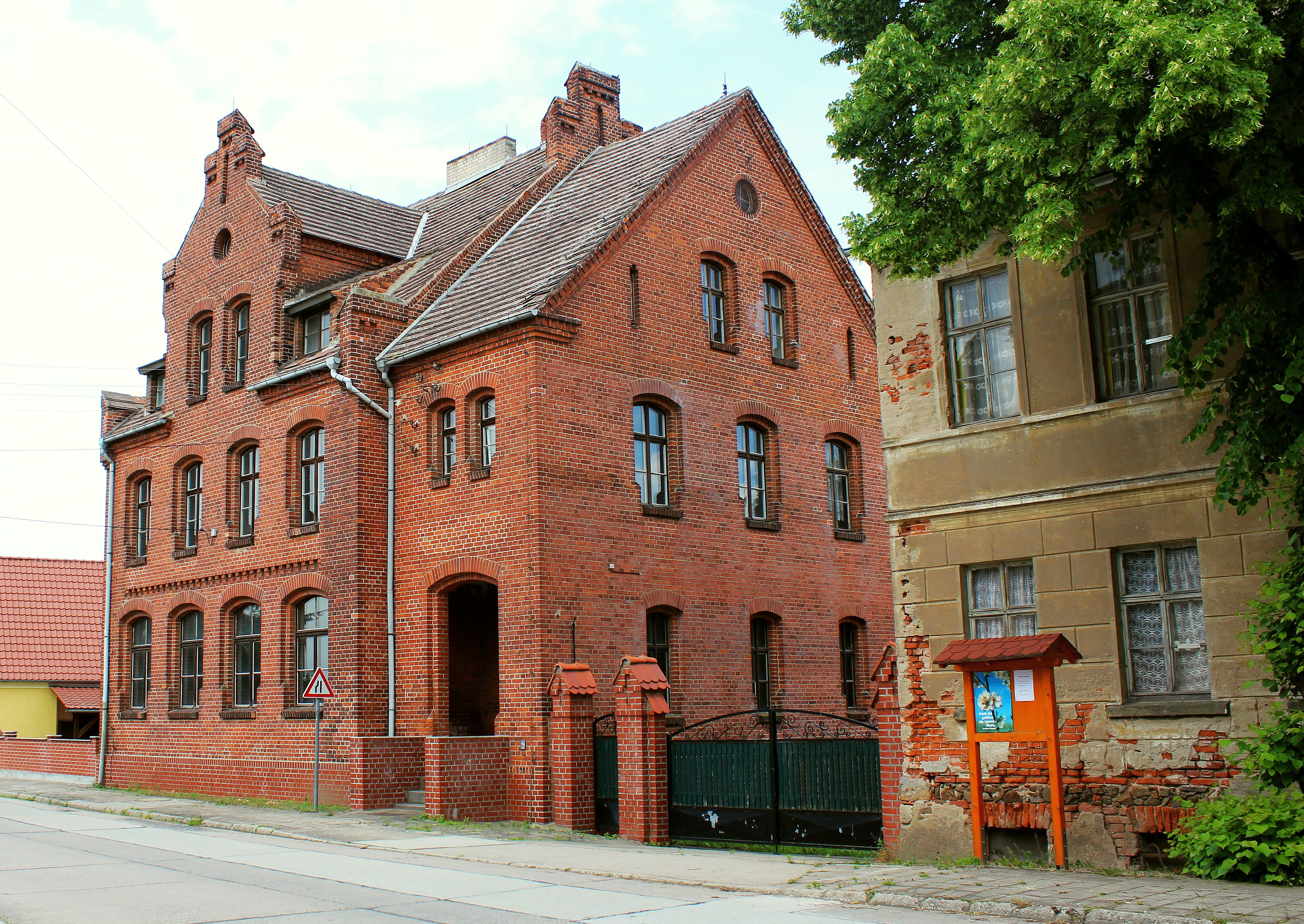
Dorfschule und Pfarrhaus (2012)